# Kedjom Ketinguh
Kedjom Ketinguh (ou Kedjom Ketingo) est une localité de l'arrondissement (commune) de Tubah, département du Mezam, Région du Nord-Ouest du Cameroun. C'est aussi le siège d'une chefferie traditionnelle de 2e degré.

## Population
Lors du recensement national de 2005, Kedjom Ketinguh comptait 11 317 habitants.
On y parle le babanki, une langue bantoïde des Grassfields.